# داي روبرتس
داي روبرتس (بالإنجليزية: Dai Roberts)‏ هو نحات بريطاني، ولد في 1974.

## وصلات خارجية
- الموقع الرسمي